# 加尼奧阿
加尼奧阿是西非國家科特迪瓦的城市，也是弗羅馬格爾區的首府，位於首都雅穆蘇克羅西南面，市內有230所小學、12所中學和1所大學，主要農產品有木薯、可可、玉米、甘薯、稻米、咖啡和芭蕉，2010年人口147,124。